# Ingyigirka
Az Ingyigirka (oroszul: Индигирка) folyó Oroszország ázsiai részén, Jakutföld egyik legjelentősebb folyója.

## Földrajz
Két folyó: a Hasztah (Tuoro-Jurjah) és a Tarin-Jurjah egyesüléséből keletkezik. Ezek a Verhojanszki-hegylánctól délkeletre húzódó Halkan-hegységben, Jakutföld és a Habarovszki határterület vidékén erednek.
Felső szakaszán hegyi folyó. Kezdetben az Ojmjakon-felföldön északnyugat felé folyik, majd északra tart és a Cserszkij-hegyláncon töri át magát. A folyó itt 89 km hosszú, keskeny és mély kanyonban folytatja útját. Jobb oldali mellékfolyója, a Moma torkolatától kezdve esése csökken, völgye fokozatosan kiszélesedik, medre erősen kanyarog, mellékágakat, zátonyokat alkot. Nyugat felől megkerüli a Moma-hegységet, majd sík vidékre ér. A Jana–Ingyigirka-alföld keleti részén
folyik végig, majd a Kolima és az Alazeja folyókhoz hasonlóan a Kelet-szibériai-tengerbe torkollik.
A folyót olvadékvizek és jelentős részben nyári esők táplálják. A legmagasabb vízállásokat június végén, július elején mérik; télen a vízállás rendkívül alacsony. Nyáron vonul le az éves vízmennyiség kb. 50%-a, télen csupán alig 1%-a. Októbertől június elejéig a folyó befagy, alsó szakaszának egyes részein fenékig. A jégmentes időszak 110–130 napig tart, ilyenkor a folyó a torkolattól felfelé mintegy 1000 km-ig hajózható.

### Jelentősebb mellékfolyói
- Jobbról: a felső szakaszon a Nyera, az alsó szakaszon a Moma.
- Balról: a felső szakaszon az Elgi, az alsó szakaszon a Szelennyah (ez a leghosszabb mellékfolyója, 796 km), a Bjorjoljoh (alsó szakaszán: Jelony; 754 km) és az Ujangyina (ez a legnagyobb vízgyűjtővel rendelkező mellékfolyója, 117 000 km².)

## Települések

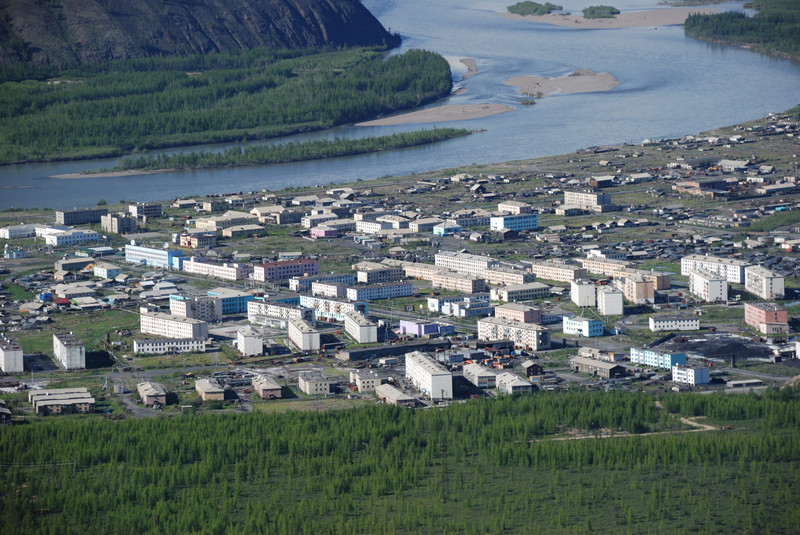
Uszty-Nyera település

A folyó partján nincsenek nagyobb városok. Néhány jelentősebb település:
- Ojmjakon: itt van a Föld északi hidegpólusa, itt (és/vagy Verhojanszkban) mérték ugyanis eddig az északi félteke legalacsonyabb hőmérsékletét. Ugyancsak itt van a világon a legnagyobb abszolút hőingás, közel 113 °C.
- Uszty-Nyera (a Nyera-folyó torkolatában): 1978 óta a folyón betonhíd vezet át. A település közelében találhatók a térség legjelentősebb aranybányái.
- Csokurdah: északi kikötő a delta közelében.